# Малки чифлик
Малки Чифлик е село в Северна България. То се намира в община Велико Търново, област Велико Търново  

## География
Намира се на 3 км от Южния пътен възел на Велико Търново в посока Варна. В рамките на селото има газстанция.
Село Мàлки Чифлùк е разположено на 2,5 км югоизточно от гр. Велико Търново, на 1,7 км югозападно от с. Шеремèтя.
Според предание, селото е основано след падането на Търново и околностите под османска владичество. Най-известната местност в землището на селото е Трошàна. Носи названието си от името на местен болярин – Трошан, който имал чифлик там. Работниците в чифлика живеели в близост до крепостта, в Търново и всеки ден пътували. След известно време по-заможните се установили заедно със семействата си в сегашното землище на село Мàлки Чифлùк. Населението е било изцяло българско, няма следи от турски гробища или джамия. Обявено е за село в 1878 г. с 304 жители с името Мàлкий Чифлùк, но 1982 г. името е променено на Мàлки Чифлùк.

## Население
Численост на населението според преброяванията през годините:
| \| Година на преброяване \| Численост \| \| --------------------- \| --------- \| \| 1934 \| 411 \| \| 1946 \| 342 \| \| 1956 \| 287 \| \| 1965 \| 305 \| \| 1975 \| 311 \| \| 1985 \| 306 \| \| 1992 \| 306 \| \| 2001 \| 336 \| \| 2011 \| 276 \| \| 2021 \| 310 \| |           |
| Година на преброяване | Численост |
| 1934 | 411       |
| 1946 | 342       |
| 1956 | 287       |
| 1965 | 305       |
| 1975 | 311       |
| 1985 | 306       |
| 1992 | 306       |
| 2001 | 336       |
| 2011 | 276       |
| 2021 | 310       |

### Етнически състав
Преброяване на населението през 2011 г.
Численост и дял на етническите групи според преброяването на населението през 2011 г.:
|                     | Численост | Дял (в %) |
| Общо                | 276       | 100.00    |
| Българи             | 168       | 60.86     |
| Турци               | 100       | 36.23     |
| Цигани              | 0         | 0.00      |
| Други               |           |           |
| Не се самоопределят |           |           |
| Неотговорили        | 7         | 2.53      |